# Tart-l'Abbaye
Tart-l'Abbaye is een plaats en voormalige gemeente in het Franse departement Côte-d'Or in de regio Bourgogne-Franche-Comté. De plaats maakt deel uit van het arrondissement Dijon.

## Geschiedenis
De gemeente fuseerde op 1 januari 2019 met Tart-le-Haut tot de commune nouvelle Tart.

## Geografie
De oppervlakte van Tart-l'Abbaye bedraagt 3,4 km², de bevolkingsdichtheid is 68,8 inwoners per km².
De onderstaande kaart toont de ligging van Tart-l'Abbaye met de belangrijkste infrastructuur en aangrenzende gemeenten.

## Demografie
Onderstaande figuur toont het verloop van het inwonertal (bron: INSEE-tellingen).